# Trachea espumosa
Trachea espumosa là một loài bướm đêm trong họ Noctuidae.